# Agdash
Agdash (azerí: Ağdaş) é um dos cinquenta e nove rayones que subsistem politicamente na divisão da República do Azerbaijão. A cidade capital é Agdash.

## Território e População
Possui una superfície de 1 023 quilômetros quadrados, os quais são o lugar de uma população composta por 93 300 pessoas. Por onde, a densidade populacional se eleva à cifra dos 91 habitantes por cada quilometro quadrado de este rayon.